# دانيال باربييه
دانيال باربييه (بالفرنسية: Daniel Barbier)‏ هو عالم فلك فرنسي، ولد في 10 ديسمبر 1907 في ليون في فرنسا، وتوفي في 1 أبريل 1965 في مانوسك في فرنسا.